# Elena Medel
Elena Medel (Còrdova, 1985) és una poetessa espanyola. Des del setembre del 2006 resideix a Madrid, on gaudeix d'una beca de creació a la Residencia de Estudiantes. Ha publicat els poemaris Mi primer biquini (DVD, 2002), Vacaciones (El gaviero, 2004) i Tara (DVD 2006). La seva obra poètica ha estat parcialment traduïda a l'àrab, a l'anglès, a l'italià i al portuguès, i també ha estat inclosa en nombroses antologies; també escriu narrativa. Col·labora en diversos mitjans de comunicació, és una de les coordinadores del projecte d'agitació cultural La Bella Varsovia.